# Валланси, Фрэнсис Хью

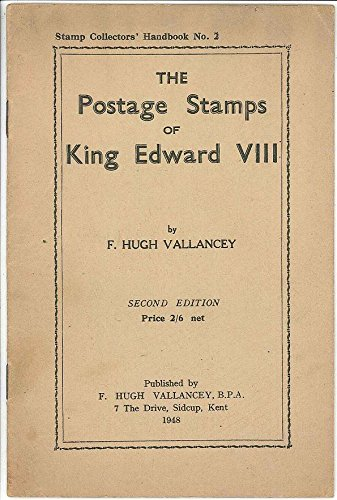
«Почтовые марки короля Эдуарда VIII», 2-е издание, 1948 г.

Фрэнсис Хью Валланси (англ. Francis Hugh Vallancey; 1879 — 6 сентября 1950) — школьный учитель, филателист, автор и редактор филателистической литературы, а также торговец филателистической литературой. Его бизнес был разрушен во время лондонского блица (бомбардировки) 1941 года, но он восстановил его после войны, прежде чем плохое здоровье вынудило его уйти на пенсию.

## Ранний период жизни и семья
Фрэнсис Хью Валланси родился в 1879 году. Он был школьным учителем и участвовал в англо-бурской войне. Он был женат и у него была дочь.

## Филателия
Валланси занимался филателией на протяжении 50 лет. В 1912 году он основал Лондонский филателистический клуб совместно с Ф. А. Уикхартом, а в январе 1915 года приобрёл журнал «Stamp Collecting», редактором которого оставался до поглощения того в 1930 году компанией Дугласа Б. Армстронга (Douglas B. Armstrong) «Stamp Collecting Limited». Он был одним из первых филателистов, серьёзно заинтересовавшихся перфинами (марками с перфорацией начальных букв названий компаний), о которых он опубликовал книгу в 1933 году.
Он был одним из главных торговцев филателистической литературой в Великобритании и приобрёл акции филателистического издательства «Harris Publications» после смерти А. Х. Харриса, а также библиотеку Фрэнка А. Беллами (Frank A. Bellamy), в которой, по оценкам Валланси, насчитывалось более 200 000 книг, хотя большую часть из них он описывал как «макулатуру». Он купил библиотеку Эдварда Денни Бэкона (Edward Denny Bacon) после смерти последнего в 1938 году. Она была перевезена в подвал «Дома филателии» Валланси на Сент-Брайд-стрит в Лондоне, где была каталогизирована Л. Н. Уильямсом (L.N. Williams) и стала распродаваться. Однако 10 мая 1941 года немецкая бомба полностью уничтожила Дом филателии, разрушив бизнес Валланси и остатки библиотеки Бэкона. Вскоре после этого, в 1942 году, Валланси продал свою коллекцию почтовых марок Великобритании на аукционе через Робсона Лоу, на котором было продано 744 лота.
После войны Валланси восстановил свой бизнес, работая на дому, но вышел на пенсию в 1948 году из-за плохого здоровья, продав акции своего журнала Х. Гарратту-Адамсу, а остальное имущество, в основном книги, — Рамси Стюарту (1931—1966).

## Смерть и наследие
Валланси умер 6 сентября 1950 года. У него остались жена и дочь. Его издательские доли перешли к Тому Тодду (1911—1984) под названием «Vallancey International». Принадлежащие ему запасы филателистической литературы прошли через несколько рук и, по оценкам Гарри Хейза, в 1980 году всё ещё составляли многие тонны, в основном из приобретённых им библиотек Харриса и Беллами.

## Избранные публикации
- The postage stamps of Great Britain 1840—1922. Stamp Collecting, London, 1923. (With Sidney A.R. Oliver)
- A guide to philatelic literature. Vallancey Press, London, 1927-29. (compiler)
- British stamps perforated with firms' initials. Vallancey Press, London, 1933. (2nd 1948)
- British postmarks with special reference to the 1844 and subsequent numbered obliterations. Vallancey Press, London, 1935.
- Check list of British photogravure stamps of King George V, including stamps overprinted for Morocco. Vallancey Press, London, 1939.
- The postage stamps of King Edward VIII. 2nd. F. Hugh Vallancey, Sidcup, 1948.
- The A.M.G. (Allied Military Government) stamps of Germany. Herman Herst, Shrub Oak, NY, 1958.